# NGC 3759A
NGC 3759A is een balkspiraalstelsel in het sterrenbeeld Grote Beer. Het hemelobject ligt in de buurt van NGC 3759.

## Synoniemen
- UGC 6582
- MCG 9-19-135
- ZWG 268.65
- IRAS11342+5526
- PGC 35948